# Georgi Hristov (basket-ball)
Pour les articles homonymes, voir Georgi Hristov.
Georgi Hristov (en bulgare : Георги Христов), né le 14 octobre 1947, à Botevgrad, en Bulgarie, est un ancien joueur bulgare de basket-ball.